# Валери Михайлов
Валери Иванов Михайлов е български футболист-полузащитник от Светкавица (Търговище). Валери Михайлов е роден на 31 август 1980 година в град Шумен.